# Ташкент
Ташке́нт (узб. Toshkent) — столиця Узбекистану, адміністративний центр Ташкентської області. Найбільше за чисельністю населення місто Узбекистану і Центральної Азії, центр Ташкентської міської агломерації, найважливіший авіаційний, залізничний і автомобільний вузол, а також політичний, економічний, культурний і науковий центр країни. Адміністративно місто поділяється на 11 районів.

## Етимологія
Ташкент, імовірно, означає Кам'яне місто (від узб. tosh — «каміння», узб. kent — «місто»).).

## Географія

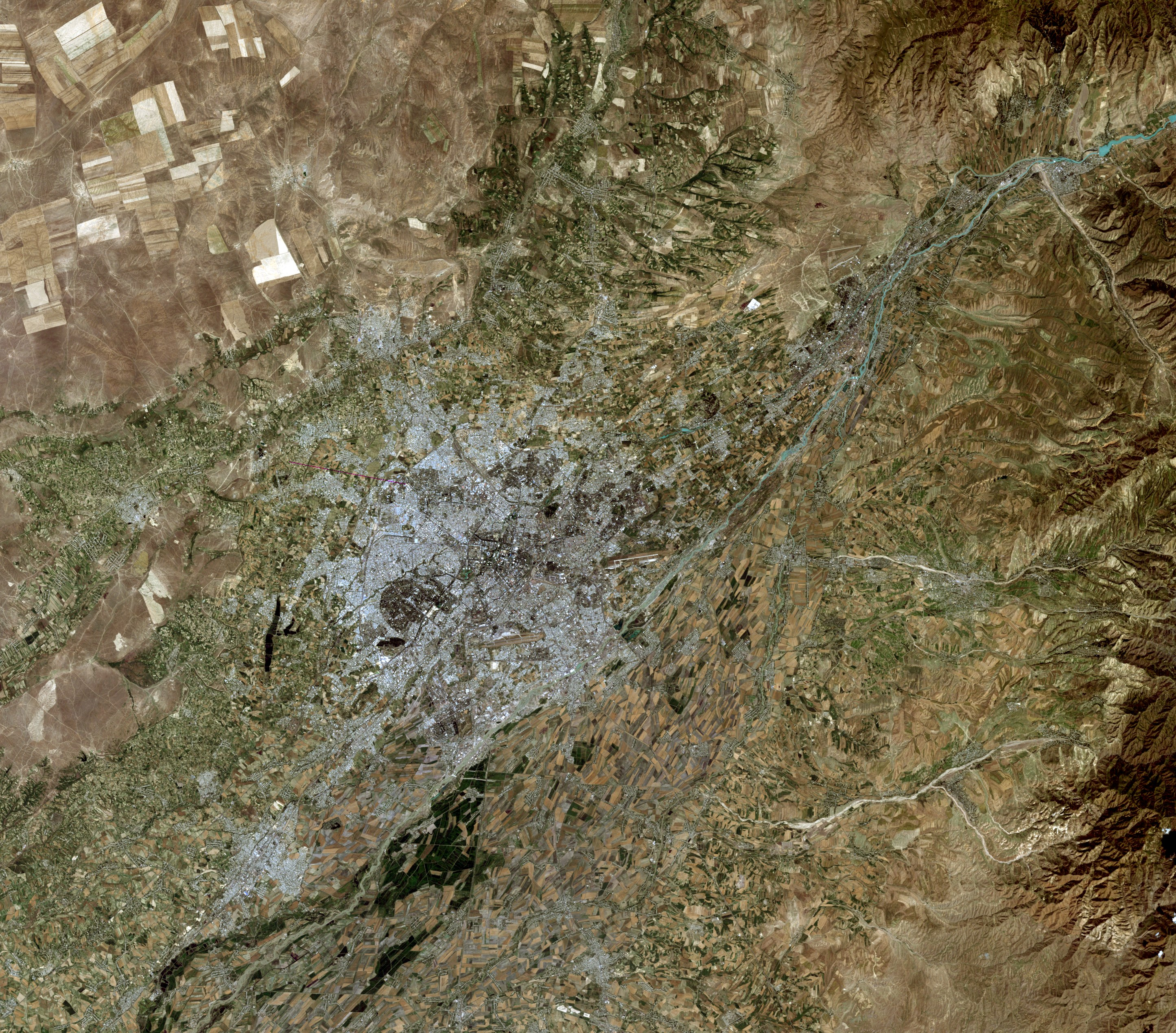
Вид міста з космосу

Ташкент розташований на сході країни, у рівнині річки Чирчик, на висоті 440—480 м над рівнем моря.
На схід і північний схід від Ташкента розташовані відроги західного Тянь-Шаню.
Площа міста сягає 30 тисяч гектарів.

## Клімат
Клімат Ташкента — субтропічно-континентальний, але кількість опадів, у порівнянні з низовинним напівпустельними та пустельними областями, внаслідок близькості гір тут є достатньо значною. Морози зазвичай не бувають тривалими, але за ясної зимової погоди температура подеколи знижується до -20 °C і нижче, влітку температура нерідко досягає 35–40 °C у затінку. Мінімальна температура — -29,5 °C (20 грудня 1930 року), максимальна — +44,5 °C (30 липня 1983 року).
- пересічна річна температура — +14,1 °C;
- пересічна річна швидкість вітру — 1,7 м/с;
- пересічна річна вологість повітря — 57 %.

| Клімат                  | Клімат | Клімат | Клімат | Клімат | Клімат | Клімат | Клімат | Клімат | Клімат | Клімат | Клімат | Клімат | Клімат |
| Показник                | Січ.   | Лют.   | Бер.   | Квіт.  | Трав.  | Черв.  | Лип.   | Серп.  | Вер.   | Жовт.  | Лист.  | Груд.  | Рік    |
| Абсолютний максимум, °C | 22,2   | 25,7   | 32,5   | 36,4   | 39,9   | 43     | 44,6   | 43,1   | 39,8   | 37,5   | 31,1   | 27,3   | 44,6   |
| Середній максимум, °C   | 6      | 8,1    | 14     | 22,1   | 27,1   | 33,2   | 35,8   | 34,2   | 29     | 21,4   | 14,4   | 8,9    | 21,2   |
| Середня температура, °C | 0,9    | 2,5    | 8,3    | 15,7   | 20,2   | 25,7   | 27,8   | 25,7   | 20,3   | 13,6   | 8,1    | 3,7    | 14,4   |
| Середній мінімум, °C    | −2,6   | −1,4   | 4      | 10     | 13,6   | 17,9   | 19,6   | 17,5   | 12,7   | 7,6    | 3,7    | 0,2    | 8,6    |
| Абсолютний мінімум, °C  | −28,5  | −25,6  | −16,9  | −6,3   | −1,7   | 3,8    | 8,2    | 5,6    | 0,1    | −11,2  | −22,1  | −29,5  | −29,5  |
| Норма опадів, мм        | 55     | 47     | 72     | 64     | 32     | 7      | 4      | 2      | 5      | 34     | 45     | 53     | 420    |
| ----------------------- | ------ | ------ | ------ | ------ | ------ | ------ | ------ | ------ | ------ | ------ | ------ | ------ | ------ |

### Екологічна ситуація
Іноді в Ташкенті буває несприятлива екологічна ситуація, — тоді в місті спостерігається значна задимленість, в результаті якої видимість становить не більше 1,5–3 км. У цих випадках гори на горизонті, зазвичай (за прозорого повітря в місті) доступні зору, стають невидимими або їх видно вкрай погано.

## Населення
Уже 1983 року населення Ташкента становило 1 902 000 осіб (при території 256 км²; див. нижче). У СРСР місто за чисельністю населення займало четверте місце (після Москви, Ленінграда та Києва).
Чисельність постійного населення Ташкента станом на 1 січня 2009 року становила 2 206,3 тисяч осіб (існують неофіційні оцінки, що враховують тимчасових мігрантів, згідно з якими населення Ташкента коливається від 2,6 до 3,2 млн осіб). Його змінюваність демонструють нижче наведені дані:
| Рік                             | 1975 | 1983 | 1999 | 2009 |
| Чисельність населення, млн осіб | 1,6  | 1,9  | 2,1  | 2,2  |

Етнічний склад населення Ташкента наведено згідно з даними на 2008 рік (і в порівнянні з показниками на 1970 рік):
| Рік  | Етнічний розподіл |
| ---- | --- |
| 1970 | росіяни — 41 %, узбеки — 37 %, татари — 7 %, євреї — 4 %, українці — 2,9 % |
| 2008 | узбеки — 63 %, росіяни — 20 %, татари (в тому числі і кримські татари) — 4,5 %, корейці — 2,2 %, казахи — 2,1 %, таджики — 1,2 %, інші національності (в тому числі і українці) — 7 %. |

### Українці в Ташкенті
Ташкент — місце найбільшого скупчення українців в Азії і одне з найбільших у діаспорі.
Коли Ташкент був головним містом Туркестанського генерал-губернаторства (1867–1917), там, переважно наприкінці XIX століття, почали селитися українці. У 1917–18 роки місто було осередком українського життя у всьому Туркестані — так, у квітні 1917 була зорганізована Українська Центральна Громада Туркестану; у 1918 році діяла Українська Крайова Рада Туркестану та її орган — Український Виконавчий Комітет, «Просвіта», виходив тижневик «Туркестанська Рада».
По зміцненні радянської влади в Ташкенті 1920 року український рух завмер. У 1930-х роках у кількох школах викладали українську мову, у Педагогічному Інституті діяв український відділ.
Під час Німецько-радянської війни у 1941–44 роки до Ташкента евакуйовано чимало українців (в тому числі і О. П. Довженка), і тоді радіо Ташкенту мало українські передачі.
Станом на 1970 рік у місті нараховувалось 40 700 етнічних українців (або 2,9 % від загалу). Проте в умовах повоєнного СРСР ташкентські українці русифікувалися.
Зі здобуттям Узбекистаном незалежності (1991) чимало етнічних українців покинуло місто та країну, перебравшись або до України, або до Росії. І нині (2000-ні) українська громада Ташкента є нечисленною. Формами її самоорганізації та підтримання культурних і мовних традицій є Український культурний центр «Батьківщина» (заснований у 1993 році); українська недільна школа.
У Ташкенті здійснює свою діяльність Посольство України в Республіці Узбекистан. У середній школі імені Т. Шевченка, збудованій після землетрусу 1966 року українськими будівельниками, здійснюється викладання української мови та літератури. У грудні 2002 року в ході офіційного візиту Президента України Леоніда Кучми до Республіки Узбекистан перед одним з корпусів цієї школи відбулося урочисте відкриття ташкентського пам'ятника Тарасові Шевченку.

## Адміністративний поділ
Ташкент поділяється на 11 районів: Шайхантаурський, Сабір-Рахимовський, Учтепинський, Чиланзарський, Мірзо-Улугбекський, Мірабадський, Яккасарайський, Юнусабадський, Бектемирський, Сергелійський, Хамзинський.
| район              | узб.         | Населення тис. осіб | Площа км² | щільність населення осіб/км² |
| ------------------ | ------------ | ------------------- | --------- | ---------------------------- |
| Бектемірський      | Бектемир     | 27,5                | 20,5      | 1 341                        |
| Мірзо-Улугбецький  | МирзоУлуғбек | 245,2               | 31,9      | 7 687                        |
| Мірабадський       | Миробод      | 122,7               | 17,1      | 7 175                        |
| Сабір-Рахімовський | СобирРахимов | 305,4               | 34,5      | 8 852                        |
| Сергелійський      | Сергели      | 149,0               | 56,0      | 2 661                        |
| Учтепинський       | Учтепа       | 237,0               | 28,2      | 8 404                        |
| Хамзинський        | Хамза        | 204,8               | 33,7      | 6 077                        |
| Чиланзарський      | Чилонзор     | 217,0               | 30,0      | 7 233                        |
| Шайхантахурський   | Шайхонтохур  | 285,8               | 27,2      | 10 507                       |
| Юнусабадський      | Юнусобод     | 296,7               | 41,1      | 7 219                        |
| Яккасарайський     | Яккасарой    | 115,2               | 14,6      | 7 890                        |
| Ташкент            | Тошкент      | 2 206,3             | 334,8     | 6 590                        |

## Економіка

### Промисловість
У Ташкенті успішно функціонують понад 160 значних підприємств промисловості. У місті виробляють літаки, залізничні вагони, трактори, екскаватори, різні види сільгосптехніки, електротрансформатори, різноманітні прилади і механізми, медичне та електронне обладнання, кабелі, сучасну побутову техніку, в тому числі телевізори, прядильну і текстильну техніку, лакофарбові вироби та чимало іншої продукції.

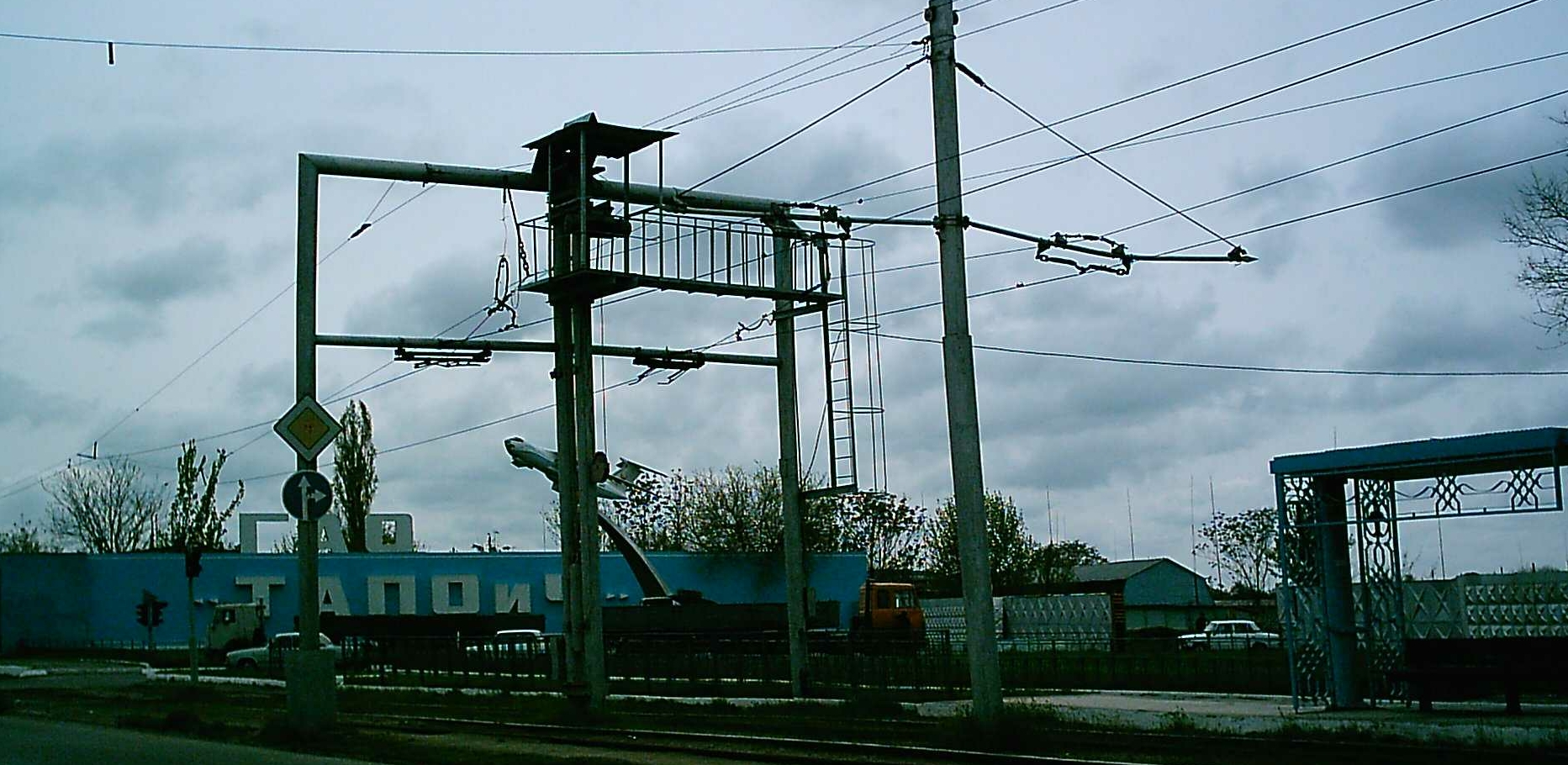
В'їзд до ДАТ Ташкентське авіаційно-промислове об'єднання імені Чкалова

До найбільших підприємств Ташкента належать:
- ДАТ Ташкентське авіаційно-промислове об'єднання імені Чкалова;
- ДАТ «Ташкентський тракторний завод»;
- АТ «O'zkabel»;
- АТ «Toshkent truba zavodi»;
- АТ «243-sonli zavod»;
- «Algoritm»;
- «SovPlastItal».

За результатами 2006 року було вироблено імпорто-замінної продукції на суму понад 114,2 млрд сум, що забезпечило додатковий обсяг експорту в 8,2 млн. доларів США.

### Транспорт

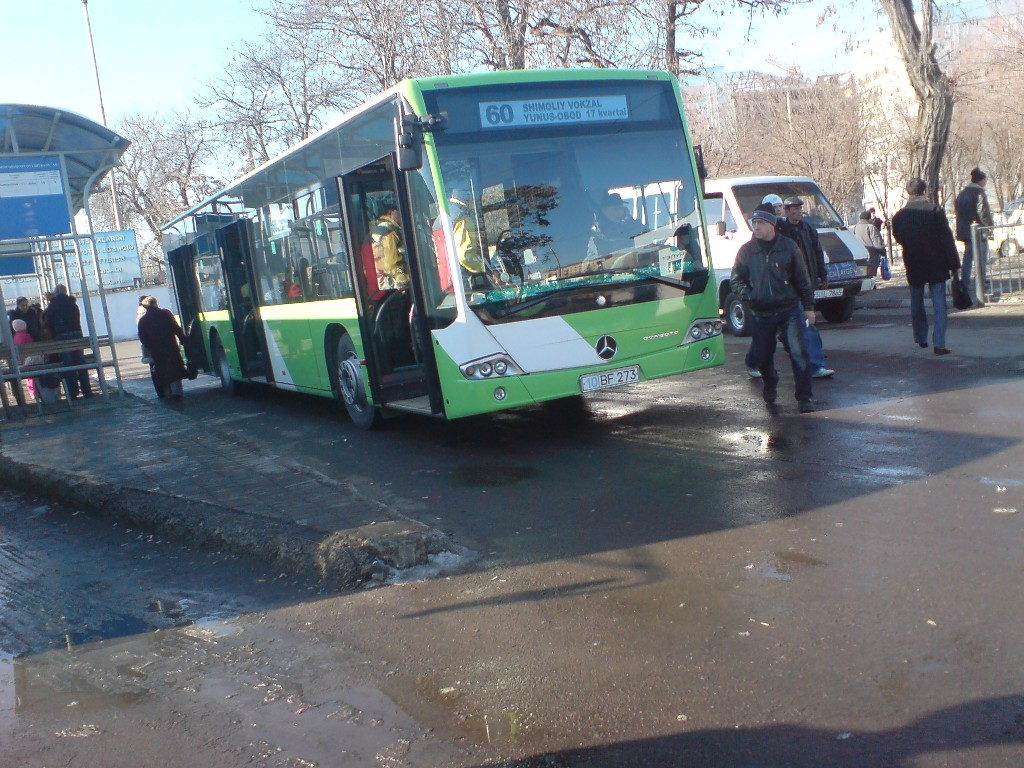
Автобус Mercedes Benz маршруту № 60 («Північний вокзал-Юнус-Абад 17 квартал») на зупинці «Північний вокзал»

Станом на 2009 рік у Ташкенті діяло сім трамвайних маршрутів, 117 автобусних і 36 — маршрутних таксі, а також три лінії метрополітену з 29 станціями. Вранці 2 травня 2016 року трамвайний вагон № 2006 здійснив свій останній рейс 17 маршрутом. Після цього трамвайна інфраструктура у Ташкенті повністю припинила своє існування.
На автобусні маршрути припадає 65 відсотків всіх пасажирських перевезень. Влада міста з міркувань економії ухвалила намір закрити тролейбусне сполучення, і замінити його на автобуси «Ісузу», які виробляє Самаркандський автомобільний завод.
Місто обслуговують міжнародний аеропорт «Ташкент» і один залізничний вокзал.
Від 1977 року в узбецькій столиці діє метрополітен.

## Соціальна сфера: медицина та освіта[11]

### Медицина
Кваліфіковані медичні послуги населенню надають 109 лікарень, 614 поліклінік, чимало з яких є сімейними, 594 аптеки, 5 санаторіїв для дорослих, 8 санаторіїв-профілакторіїв, 4 дитячі санаторії та 2 пансіонати.
Ташкент є осередком сучасної медицини. Згідно з державною програмою удосконалення системи охорони здоров'я у місті відкриті спеціалізовані наукові центри екстреної меддопомоги, мікрохірургії ока, кардіології, хірургії, онкології. Також постійною є діяльність з будівництва, реконструкції, оновлення та оснащення новим обладнанням усіх медичних закладів.

### Освіта

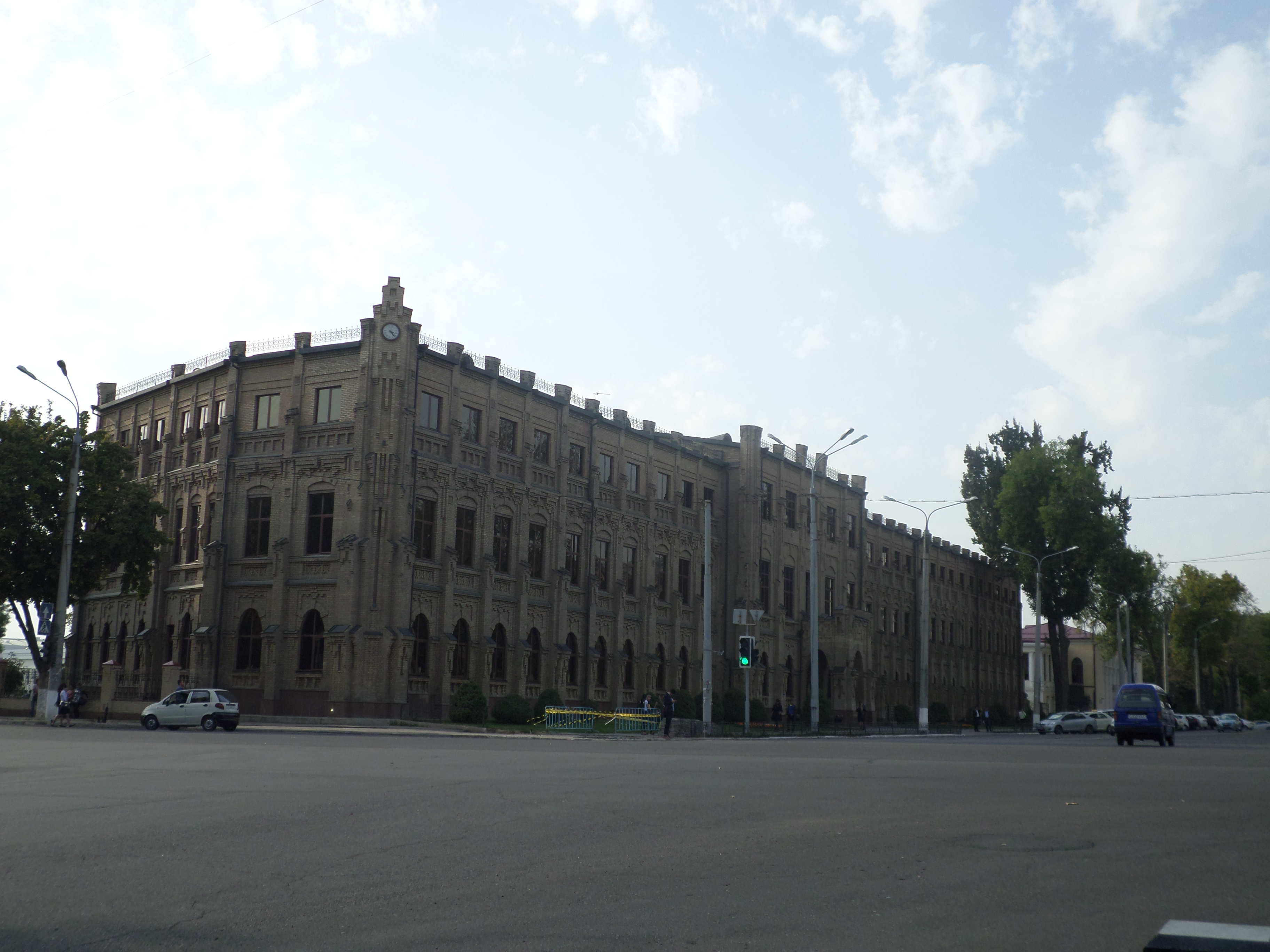
Ташкентський Вестмінстерський університет

Узбецька столиця — великий освітньо-науковий центр. Тут працюють Академія наук Узбекистану, що об'єднує понад 40 науково-дослідницьких інститутів, 3 регіональні відділення; Академія державної та суспільної розбудови при Президенті Республіки Узбекистан.
У Ташкенті розташовані понад 30 вищих навчальних закладів, в тому числі Національний університет Республіки Узбекистан, консерваторія, Ташкентський медичний інститут, Ташкентський педіатричний медичний інститут, Ташкентський Державний Юридичний Інститут, Ташкентський державний економічний університет, Ташкентський університет інформаційних технологій та інші.
У Ташкенті функціонують філіали провідних вишів світу — Міжнародного Вестмінстерського університету, МДУ, Російської економічної академії імені Г. Плеханова, Російського державного університету нафти і газу імені І. Губкіна, Сінгапурського інституту розвитку менеджменту, філіал Туринського політехнічного університету.
Загальноосвітня сфера Ташкента представлена понад 300 школами, 117 академічними ліцеями та професійними коледжами. Серед позашкільних освітніх закладів міста — 30 музичних і 25 спортивних шкіл.

## Культура
Ташкент є великим культурним осередком країни та Центральної Азії. Тут розташовані численні музеї, театри (третина всіх узбецьких театрів) і концертні зали, цирк, кінотеатри, бібліотеки (Національна бібліотека Узбекистану імені Алішера Навої), парки, ботанічний сад, зоопарк і аквапарк, інші заклади культури.

### Театри та музеї
Ташкентські театри:

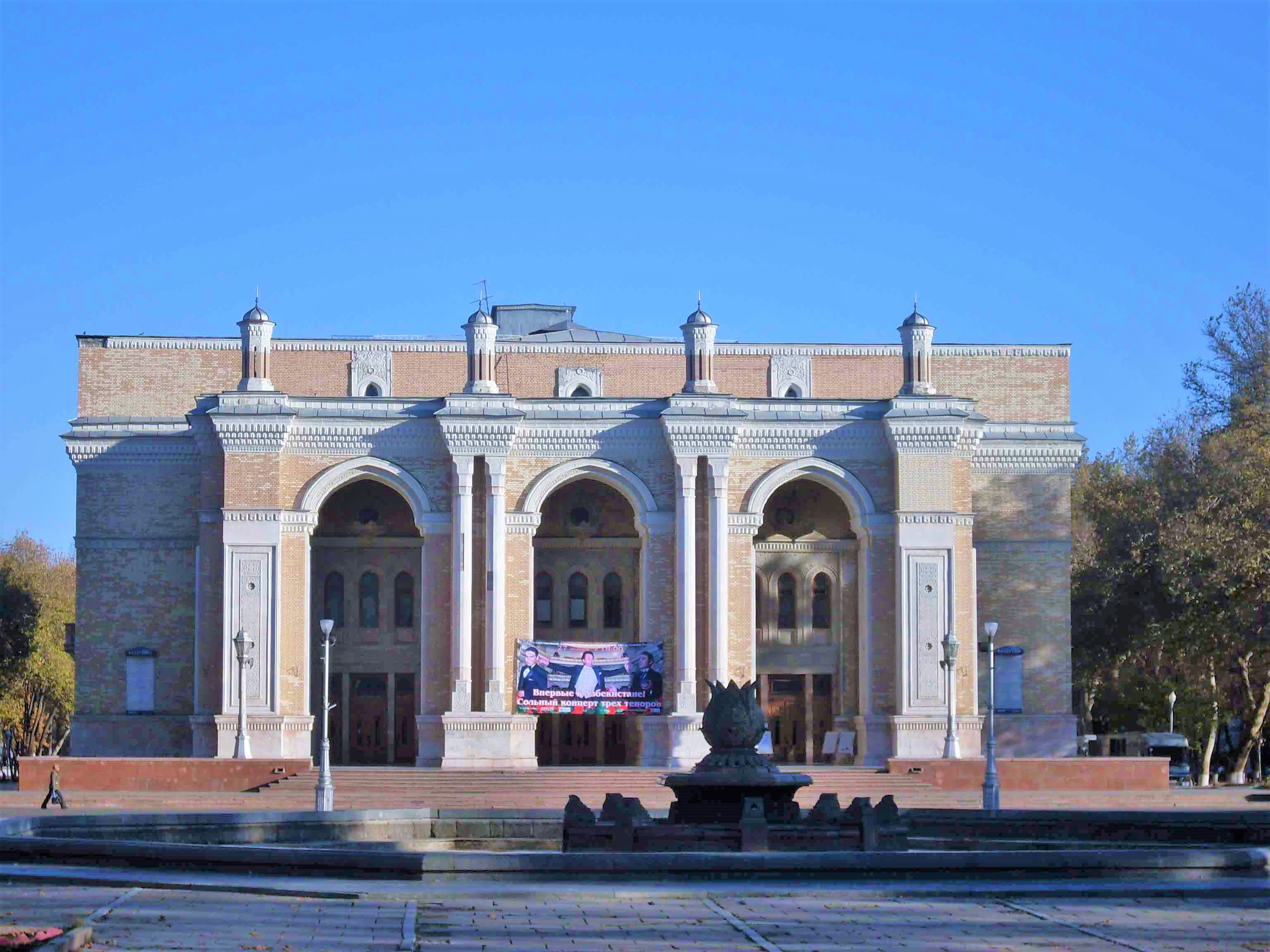
Театр опери та балету ім. Навої

- Державний академічний великий театр імені Алішера Навої;
- Узбецький національний академічний драматичний театр;
- Узбецький державний драматичний театр імені Аброра Хідоятова;
- Узбецький державний музичний театр імені Мукімі;
- Ташкентський державний театр музичної комедії (оперети);
- Академічний російський драматичний театр Узбекистану;
- Театр «Ільхом» (імені Марка Вайля);
- Республіканський театр сатири імені А. Каххара;
- Молодіжний театр Узбекистану;
- Республіканський театр юного глядача імені Юлдаша Ахунбабаєва;
- Республіканський театр ляльок;
- Театр-студія «Дійдор».

Ташкентські музеї:
| - Державний музей Історії Узбекистану; - Державний Музей Мистецтв Узбекистану; - Державний Музей прикладного мистецтва Узбекистану; - Музей історії Тимуридів; - Музей Пам'яті жертв репресій; - Музей Астрономії; - Музей Олімпійської слави; - Галерея образотворчого мистецтва Узбекистану; - Музей кіномистецтва Узбекистану; - Державний музей природи Узбекистану; - Музей Збройних сил Узбекистану; - Ташкентський Музей залізничної техніки; | - Будинок-музей Айбека Муси Ташмухамедова; - Клуб-музей Анни Ахматової; - Меморіальний Музей Тамари Ханум; - Меморіальний будинок-музей Юлдаша Ахунбабаева; - Меморіальний будинок-музей Урала Тансикбаєва; - Будинок-музей Гафура Гуляма; - Будинок-музей Мухтара Ашрафі; - Музей-квартира Сулеймана Юдакова; - Музей охорони здоров'я; - Ташкентський Будинок Фотографії; - Будинок-музей Сергія Бородина; - Музей Сергія Єсеніна |

### Парки, рекреація та дозвілля
Ташкентська оаза, в якій розташоване місто, є унікальним місцем у регіоні середньоазійських пустель. Са́ме тому дуже важливим є збереження мікроклімату паркової зони міста. Нині численні ташкентські парки є головним місцем дозвілля та рекреації жителів і гостей міста:
- Центральний парк Алішера Навої;

У центральному Парку Навої

- Парк Мірзо Улугбека (колишній Парк імені Тельмана);
- Парк Бабура ;
- Парк культури та відпочинку «Гульшан»;
- Парк культури та відпочинку імені Абдули Кадирі;
- Парк Гафура Гуляма;
- Парк бойової слави Jasorat bog'i;

Низка невеликих парків, по суті скверів, міста є меморіальними місцями або оригінальними артоб'єктами — центральний сквер імені Аміра Тимура, Парк кераміки, Японський сад (у районі Міжнародного бізнес-центру); природоохоронними та науково-дослідницькими зонами — Ташкентський зоопарк і Ташкентський ботсад; суто зонами дозвілля та розваг, в тому числі елітних — Ташкентський аквапарк, парк розваг «Ташкент-Ленд», Ташкентський Гольф-клуб «на Озерах».
Улюбленим місцем променадів містян і гостей Ташкента є набережна Анхору.

## Архітектура

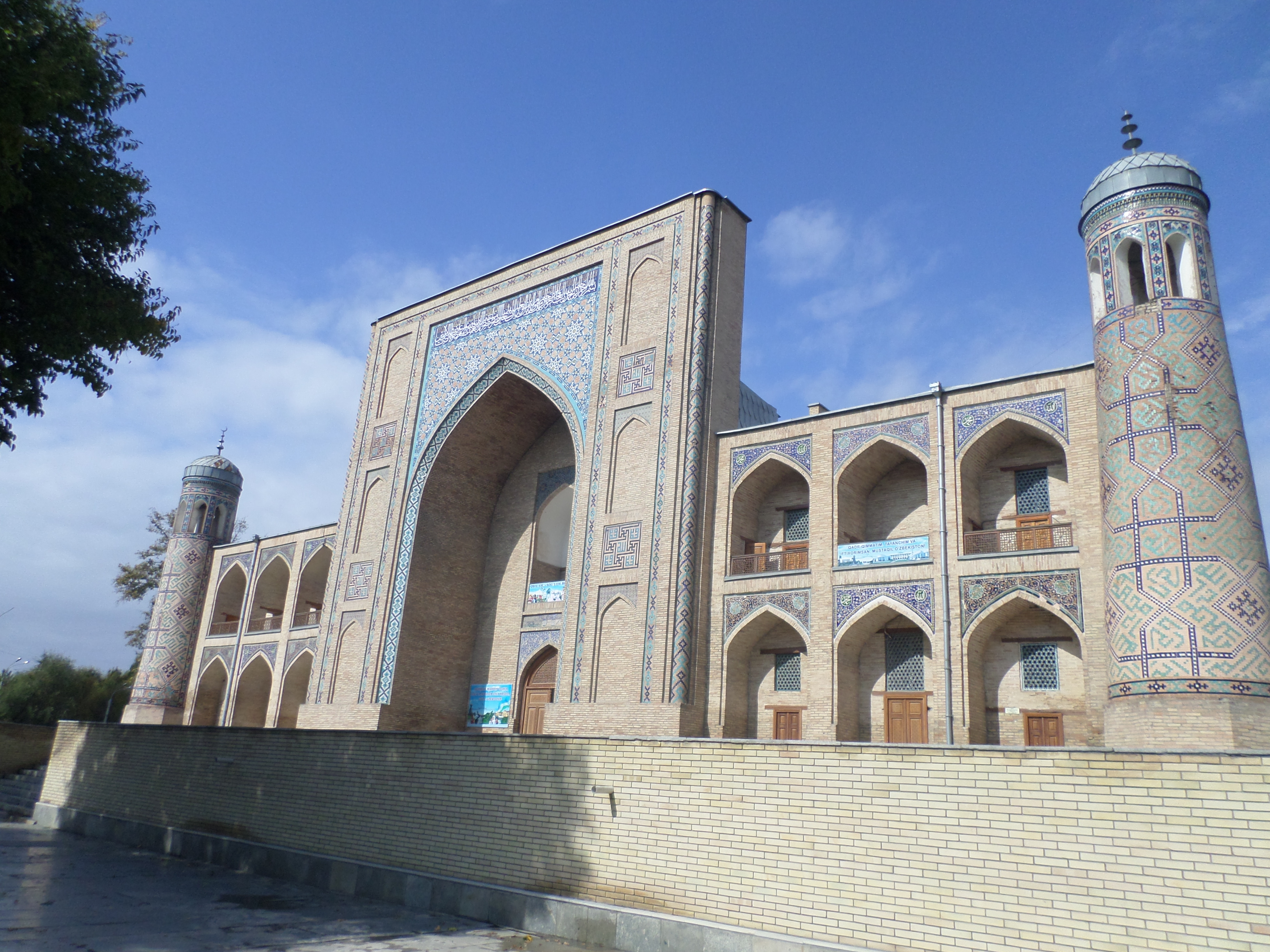
Медресе Кукельдаш

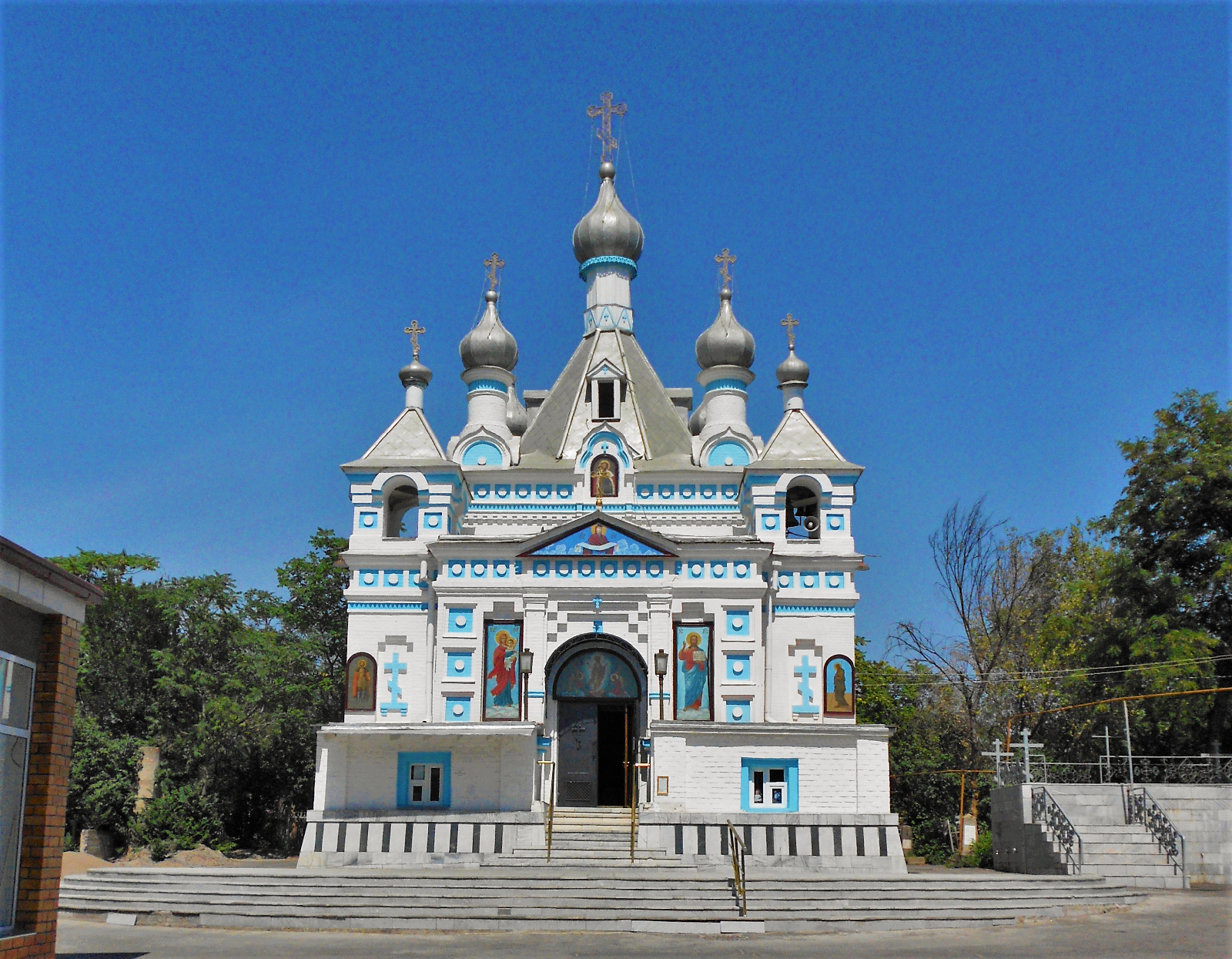
Православна церква Олександра Невського в Ташкенті

У Ташкенті збереглися й відреставровані (у виключних випадках відновлені повністю, тобто є репліками) низка історико-культурних пам'яток, що є взірцями ісламської архітектури XIV—XIX століть: медресе Баракхана, Абдулкасима та Кукельдаш (всі три — XVI ст.), мавзолеї Зайнутдіна-бобо (XIV—XVI ст.ст.), Зангі-ата (XV—XVI ст.ст.), Каффола Шоший (XVI ст.) та Калдиргочбія (Толе бі) (XVIII ст.), мечеті Намагох і Джамі (обидві — XIX ст.)
Ставши у 1867 році головним містом Туркестанського генерал-губернаторства, Ташкент почав зазнавати впливу російської та популярної на той час у Російській імперії західної архітектури, відтак у місті були зведені будівлі у невластивих східним містам європейських стилях, що переважно тяжіли до еклектизму, будучи сумішшю різних стилів — від так званого «російського класицизму» до модерну, а нерідко і з використанням національних традицій, зокрема у декорі. Найяскравішою пам'яткою цієї доби став ташкентський палац Романових (архітектори В. С. Гейнцельман, О. Л. Бенуа, 1891).
У радянському Ташкенті, який змінив статус на столицю спершу Туркестанської АРСР, а потому Узбецької РСР здійснювалось будівництво численних адміністративних споруд, будівель громадського призначення. Був створений будівельний трест «Головташкентбуд» (головним інженером і начальником тресту працював уродженець України Марцинюк Іван Віталійович). Найвидатнішими будівлями цього періоду стали:
- Будинок Уряду Узбецької РСР (архітектор С. Полупанов, 1931–32; реконструкція — архітектор С. Розенблюм, 1951–1955);
- Державний академічний великий театр імені Алішера Навої (архітектор Ю. В. Щусєв, 1938–1947);
- Будинок ЦК Компартії Узбекистану (архітектор В. Березін та ін., 1964).

Після руйнівного Ташкентського землетрусу (1966) Ташкент було відбудовано за допомогою всіх союзних республік. Серед прикметних споруд другої половини 1960–80-х років:
- Ташкентський філіал Центрального музею В. І. Леніна (нині Державний музей Історії Узбекистану; архітектор Є. Розанов, 1970);
- готель «Узбекистан» (архітектор І. Мерперт, 1974);
- Будинок друку (архітектор Р. Блазе, 1975);
- Палац дружби народів (архітектор Є. Розанов, 1981);
- Телевежа (1985).

Значних змін з 1990-х років зазнала центральна площа Ташкента — на перейменованому майдані Мустакіллік (Незалежності) було здійснено роботи з реконструкції та благоустрою, споруджено низку нових пам'ятників. У 2000-х капітальне будівництво у місті відновилося, й особливо інтенсивним воно було напередодні вересня 2009 року, коли місто святкувало свій 2200-літній ювілей.

## Міста-побратими
У Ташкента встановлені побратимські стосунки з понад 15 містами світу: [джерело?]
- Україна — Дніпро;
- Туреччина — Стамбул;
- Японія — Сайтама;
- США — Сієтл;
- Норвегія — Осло;
- Казахстан — Астана;
- Казахстан — Алмати;
- Північна Македонія — Скоп'є;
- Латвія — Рига[15];
- КНР — Пекін (2008);
- Німеччина — Берлін (1993);
- Болгарія — Софія;
- Єгипет — Каїр;
- Пакистан — Карачі;
- Росія — Москва.

## Керівництво Ташкенту

### Голови міськвиконкому
1. Хусаїнов С. (1950—1951)
2. Гуламов Расул (1951 — 29 серпня 1952)
3. Магрупов Х.А. (29 серпня 1952—195.3)
4. Гуламов Расул (1955—1956)
5. Нішанов Рафік Нішанович (1962—1963)
6. Казімов Вахід Ахунович (1972—1985)
7. Мірсаїдов Шукурулла Рахматович (1985—1988)

### 1-і секретарі міськкому КП Узбекистану
1. Ходжаєв Фахмутдін Ходжайович (1950 — 27 серпня 1952)
2. Абдуразаков Малік Абдуразакович (27 серпня 1952 — квітень 1955)
3. Гуламов Расул (1956 — січень 1958)
4. Ходжаєв Фахмутдін Ходжайович (січень 1958—1959)
5. Муртазаєв Каюм (лютий 1960 — березень 1965)
6. Расулов Саліх Рашидович (березень 1965 — 15 лютого 1973)
7. Ходжаєв Асаділла Ашрапович (15 лютого 1973 — грудень 1978)
8. Умаров Учкун (грудень 1978—1985)
9. Сатін Борис Федорович (1985 — серпень 1989)
10. Фазилбеков Атхамбек Ібрагімович (серпень 1989 — 14 вересня 1991)

### Хокіми (губернатори)
1. Фазилбеков Атхамбек Ібрагімович (4 січня 1992—1994)
2. Туляганов Козім Носірович (1994—2001)
3. Шаабдурахманов Рустам Мавзурович (26 вересня 2001 — 22 квітня 2005)
4. Тухтаєв Абдукаххар Хасанович (22 квітня 2005 — 18 лютого 2011)
5. Усманов Рахмонбек Джахонгірович (18 лютого 2011 — 26 квітня 2018)
6. Артикходжаєв Джахонгір Абідович (в.о. 26 квітня 2018 — 21 грудня 2018, 21 грудня 2018 — 16 січня 2023)
7. Рахмонов Бахтійор Султанович (в.о. з 16 січня 2023)

## Відомі люди
- Аверін Юрій Олександрович (* 1928) — геолог
- Гришокіна Валентина Павлівна (1944—2023) — українська акторка кіно та дубляжу
- Журбін Олександр Борисович (* 1945) — російський композитор
- Рина Зелена (1901—1991) — російська радянська актриса театру і кіно
- Золотовицький Ігор Якович (* 1961) — радянський і російський актор театру і кіно, театральний педагог.
- Конюхова Тетяна Георгіївна (1931—2024) — російська актриса театру і кіно українського походження
- Солдатов Геннадій Васильович (1946—2021) — український художник
- Шакірова Тамара Халімівна (1955—2012) — радянська, і узбецька актриса
- Шенгелая Аріадна Всеволодівна (* 1937) — радянська актриса театру і кіно.
- Шварц Лев Олександрович (1928—1962) — російський композитор
- Юнгвальд-Хількевич Георгій Емілійович (1934—2015) — український і російський радянський кінорежисер, сценарист, художник
- Юровський Олександр Якович (1921—2003) — російський сценарист, кінодраматург
- Яцимирський Віталій Костянтинович (1941—2011) — український фізико-хімік, педагог, доктор хімічних наук.

Уродженцями Ташкента також є Герой Радянського Союзу Костянтин Уржунцев; видатні радянські вчені-хіміки Сабір Юнусов та Хамдан Усманов; українські акторка Народна артистка України (1982) Лариса Кадирова та художник член Національної спілки художників України вінничанин Олександр Рожков; радянський естрадний співак Юрій Антонов, перший директор ЧАЕС Віктор Брюханов.
Ташкент як столиця узбецької держави є місцем життя і творчості багатьох діячів саме національної культури та історії.
Відомі ташкентці:
- Юнус Раджабі — академік, народний артист Узбекистану, композитор, видатний співак, інструменталіст-виконавець, фольклорист, організатор і керівник музичних колективів, педагог і громадський діяч;
- Абдулла Кадирі — відомий поет і письменник, драматург і публіцист, основоположник жанру романа в узбецькій літературі;
- Озод Шарафиддинов — літературознавець і літератор;
- Ойбек (Муса Ташмухамедов) — узбецький радянський поет і письменник, Народний письменник Узбекистану (1965), Академік АН Узбекстану (1943), лауреат Державної премії СРСР (1946, за історико-біографічний роман «Навої»);
- Джалілов Обід Джалілович — Народний артист Узбекистану (1939), актор Узбецького державного академічного драматичного театру;
- Зикір Мухамеджанов — відомий узбецький і радянський кіно- і театральний актор;
- Аброр Хідоятов — відомий узбецький і радянський актор театру, Народний артист (1945), лауреат Державної премії (1949), нагороджений орденами і медалями. Його іменем названий Державний драматичний театр у Ташкенті;
- Абдулла Авлоні — великий поет, письменник, драматург, педагог, журналіст і народний діяч, один із засновників узбецької культури і літератури;
- Гафур Гулям — відомий узбецький письменник, літературознавець і перекладач;
- Саїд Ахмад — узбецький прозаїк і драматург, майстер узбецького оповідання; Герой Узбекистану, Народний письменник Узбекистану, Заслужений діяч мистецтв Узбекистану.
- Турсунов Мінавар Турсунович — заступник голови Ради міністрів Узбецької РСР, міністр закордонних справ Узбецької РСР.
- Холендро Дмитро Михайлович — російський письменник, сценарист.
- Файзієв Латіф Абидович (1929—1994) — узбецький кінорежисер.